# Итальянский концерт (Бах)
Итальянский концерт (BWV 971, первоначально называвшийся Concerto nach Italiænischen Gusto (Концерт на итальянский вкус)) — концерт для клавесина из трех частей для двухмануального клавесина соло, написанный Иоганном Себастьяном Бахом и опубликованный в 1735 году как первая половина Clavier-Übung II (вторая половина — Французская увертюра). Итальянский концерт стал популярным среди клавирных произведений Баха и широко записывался как для клавесина, так и для фортепиано.

## Описание
Итальянский концерт основан на противоположных ролях разных групп инструментов в ансамбле; Бах имитирует этот эффект, создавая контрасты, используя мануалы форте и пиано клавесина на протяжении всего произведения.

### Сопутствующие работы
Наряду с Французской увертюрой и некоторыми вариациями из Гольдберг-вариаций, это одно из немногих произведений Баха, для которых специально требуется клавесин с двумя мануалами. Однако нет ничего необычного в том, что это сольная клавирная работа основана на итальянских концертах. Задолго до публикации Итальянского концерта Бах написал ряд транскрипций различных концертов, работая в Веймаре. Это произведения Вивальди и других авторов, отражающие интерес двора к итальянской музыке. Они предназначены для клавесина (BWV 972—987) и для органа или педального клавесина (BWV 592—596).

## Дискография

### Клавесин
- Ванда Ландовска записала первую часть в 1908 году.
- Джордж Малкольм записал концерт дважды в 1950-х годах.[1]

### Фортепиано
- Альфред Брендель включил концерт в Баховский альбом, который он записал для Decca.[2]
- Андраш Шифф также записал концерт для Decca.[3]